# Креведія (комуна)
Креведія (рум. Crevedia) — комуна у повіті Димбовіца в Румунії. До складу комуни входять такі села (дані про населення за 2002 рік):
- Дирза (1855 осіб)
- Кокань (562 особи)
- Креведія (2640 осіб) — адміністративний центр комуни
- Минестіря (709 осіб)
- Самуркаші (983 особи)

Комуна розташована на відстані 23 км на північний захід від Бухареста, 51 км на південний схід від Тирговіште, 119 км на південь від Брашова.

## Населення
За даними перепису населення 2002 року у комуні проживали 6749 осіб.
Національний склад населення комуни:
| Національність   | Кількість осіб | Відсоток |
| ---------------- | -------------- | -------- |
| румуни           | 6738           | 99,8%    |
| угорці           | 7              | 0,1%     |
| болгари          | 2              | < 0,1%   |
| росіяни-липовани | 1              | < 0,1%   |

Рідною мовою назвали:
| Мова      | Кількість осіб | Відсоток |
| --------- | -------------- | -------- |
| румунська | 6742           | 99,9%    |
| угорська  | 6              | 0,1%     |

Склад населення комуни за віросповіданням:
| Релігія       | Кількість осіб | Відсоток |
| ------------- | -------------- | -------- |
| православні   | 6711           | 99,4%    |
| баптисти      | 12             | 0,2%     |
| п'ятдесятники | 7              | 0,1%     |
| римо-католики | 3              | < 0,1%   |
| реформати     | 3              | < 0,1%   |
| унітарії      | 3              | < 0,1%   |
| адвентисти    | 2              | < 0,1%   |
| мусульмани    | 2              | < 0,1%   |
| юдеї          | 1              | < 0,1%   |
| не релігійні  | 1              | < 0,1%   |